# Landrethun-le-Nord
Landrethun-le-Nord är en kommun i departementet Pas-de-Calais i regionen Hauts-de-France i norra Frankrike. Kommunen ligger i kantonen Marquise som tillhör arrondissementet Boulogne-sur-Mer. År 2022 hade Landrethun-le-Nord 1 242 invånare.

## Befolkningsutveckling
Antalet invånare i kommunen Landrethun-le-Nord
| Referens: INSEE |